# Bois de Sioux
Bois de Sioux (izvirno angleško Bois de Sioux River) je 48 km dolga reka, ki teče po ozemlju Minnesote, Severne in Južne Dakote. Izliva se v Red River of the North.